# Ligne de Caen à la mer
La ligne du chemin de fer de Caen à la mer fait partie de ces petites lignes secondaires établies par des investisseurs privés vers la fin du XIXe siècle à la suite de la mode des bains de mer. La ligne a été fermée en 1950. Sur des vues aériennes, on peut encore distinguer l'ancienne plateforme de la ligne qui passait à travers champs.

## Histoire

### La genèse du projet
En 1863, les stations balnéaires de la Côte Fleurie sont reliées à Paris par la ligne Lisieux - Trouville-Deauville. L'année suivante, un entrepreneur de Douvres-la-Délivrande, Anthyme Mauger, fait une demande afin d'ouvrir une ligne entre Caen et Courseulles afin de desservir la Côte de Nacre. Lors de la séance du 26 août 1864 du Conseil général du Calvados, les élus déclarent que « la proposition de M. Mauger, réduite au parcours de Courseulles à Caen, n'offre pas un intérêt général assez caractérisé pour motiver une subvention du département ; mais qu'il en est tout autrement d'une voie qui se prolongerait de Caen à Vire ». Le préfet est donc invité à faire réaliser des études de vue de la construction de cette ligne Courseulles – Caen – Vire, ainsi que de sept autres lignes d'intérêt local. Des demandes de concession sont déposées pour la ligne de Courseulles à Vire, et l'on propose même de construire un embranchement vers Lion-sur-Mer et Ouistreham ; mais les candidats réclament que les terrains nécessaires à l'assiette de la voie et des stations leur soient livrés gratuitement, ce à quoi le Conseil général se refuse malgré les exhortations du préfet. Lors de la séance du 29 août 1868, le Conseil général invite le préfet à passer des traités avec deux candidats à la construction de la ligne de Caen à Courseulles – Anthyme Mauger et Antoine Castor, MM. Amand Guilet et Lepeltier – en vue de poursuivre l'instruction du projet ; il recommande également au préfet de pousser les candidats à émettre des propositions pour la ligne Caen – Vire. 
Finalement, la concession de la ligne Caen – Courseulles est octroyée le 25 juin 1869 à MM. Mauger et Castor, M. Guilet se chargeant de la construction de la ligne Caen – Vire. Les conventions sont définitivement ratifiées par le Conseil général le 30 août de la même année. M. Mauger reçoit la concession de la ligne assortie d'une subvention de 864 000 francs (36 000 francs par kilomètre). Cet ingénieur civil avance les fonds.
Le tracé est approuvé le 20 avril 1870 par le Conseil général des ponts et chaussées, puis le 30 mai de la même année par le Génie. Mais le projet est ajourné du fait de la guerre franco-prussienne de 1870. Après la défaite, les circonstances sont peu propices au projet. Le conseil général, sur recommandation du préfet, décide le 3 novembre 1871 que les subventions allouées ne seront pas exigibles avant le 1er janvier 1875. M. Mauger et son associé entrent alors en conflit avec le conseil général. Le 10 avril 1872, un traité additionnel est finalement signé entre le préfet et les Mauger, père et fils, Antoine Castor renonçant à ses droits en faveur de son gendre, Émile Mauger. Approuvé par le conseil général le 16 avril suivant, ce traité prévoit que la ligne soit ouverte en deux temps : le 1er janvier 1875 entre Caen et Luc, le 1er janvier 1876 entre Luc et Courseulles. Les concessionnaires s'engagent également à ouvrir un raccordement entre la ligne de Caen à la mer et le réseau de la Compagnie des chemins de fer de l'Ouest pour le 1er janvier 1877. Le projet est définitivement arrêté et la déclaration d'utilité publique est prononcée le 12 janvier 1873.
Les travaux prennent un peu de retard notamment avec le décès d'Anthyme Mauger, son fils Émile prend la suite. Le premier train d'essai circule le 13 juin 1875. La ligne est finalement livrée à la circulation le 30 juin 1875. La ligne est prolongée jusqu'à Saint-Aubin-sur-Mer le 8 juillet 1876 et jusqu'à son terminus définitif de Courseulles-sur-Mer le 31 août 1876. Enfin, le raccordement au chemin de fer de l'Ouest est livré le 12 septembre 1877.
En 1876, les communes de Cresserons, Lion-sur-Mer, Hermanville-sur-Mer, Colleville-Montgomery, Saint-Aubin-d'Arquenay et Ouistreham adressent au préfet des pétitions lui demandant d'appuyer leur demande d'un embranchement qui partirait de La Délivrande pour aller jusqu'à Ouistreham. Leur demande n'aboutit pas et ces communes sont finalement desservies par la première ligne à voie étroite des Chemins de fer du Calvados mise en service par la Société Decauville entre la gare de Luc et Ouistreham en 1891.

### L'apogée

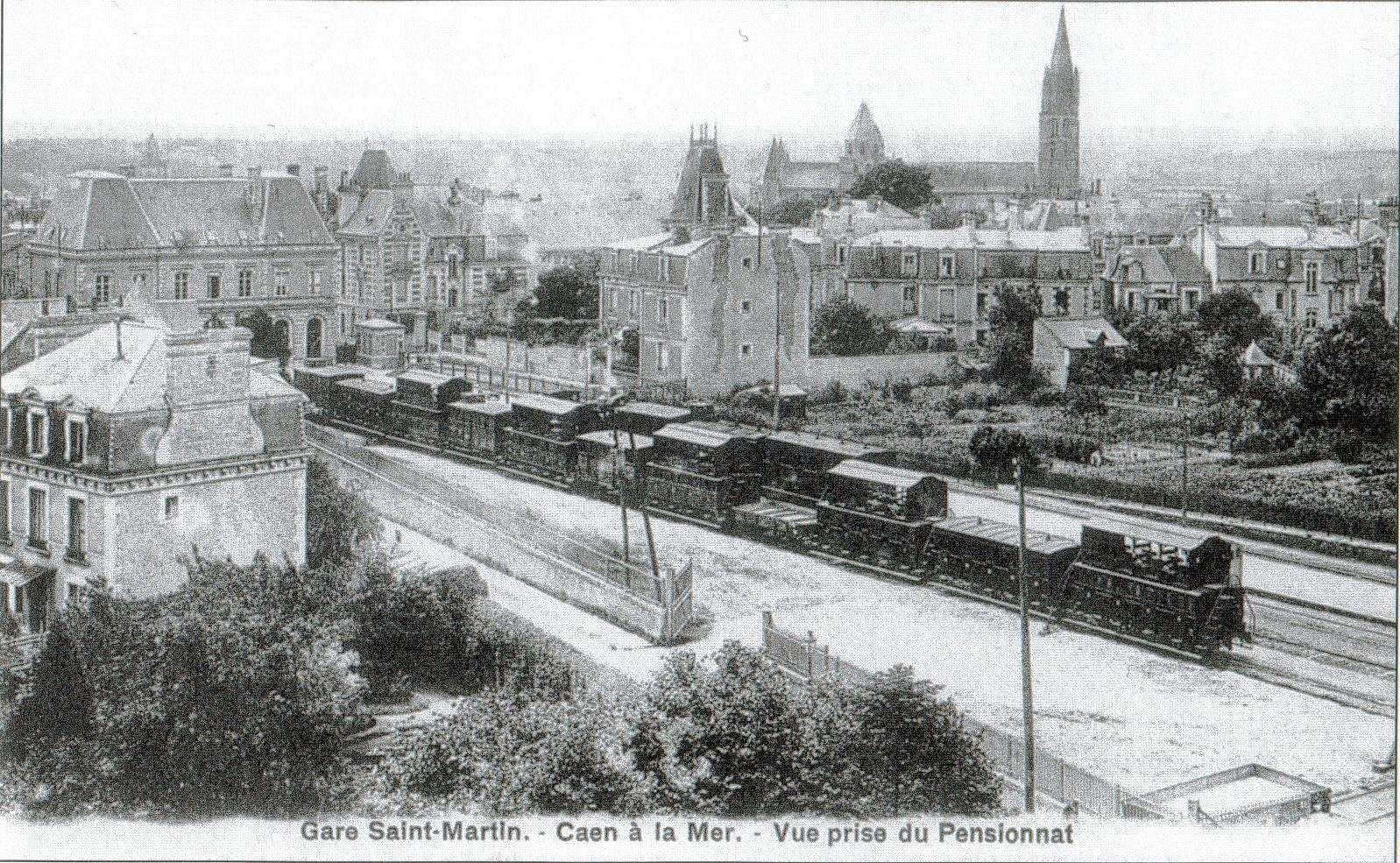
Quais de la gare Saint-Martin

La ligne connait à ses débuts un important succès. Un rapport du préfet présenté devant le conseil général en août 1875 déclare ainsi que « les débuts de l'exploitation [de la ligne Caen–Luc] sont, du reste, très rassurants sur la prospérité future de cette ligne. En effet, l'affluence des voyageurs est telle à certains jours, que le matériel de transport est insuffisant et que le concessionnaire a dû se préoccuper de l'augmenter, soit par l'achat, soit par la location de nouvelles voitures ». Dans les années 1880, le Journal officiel publie des tableaux comparant les résultats des compagnies de chemin de fer d'intérêt local ; au classement de 1883, la Compagnie du chemin de fer de Caen à la mer est classée au troisième rang et à celui de 1887, au quatrième.
En 1900, la compagnie des Chemins de fer du Calvados, exploitant plusieurs lignes à voie étroite de type Decauville (60 cm), obtient l'autorisation de relier les deux parties de son réseau en posant un troisième rail entre Luc et Courseulles. Les trains des CFC ne desservent aucun arrêt entre ces deux gares, ni pour le transport de voyageurs, ni pour celui des marchandises. De fait, cette liaison n'a vocation qu'à permettre le transfert du matériel roulant entre les deux parties du réseau organisées autour de la gare de Caen-Saint-Pierre à l'Est et autour de Bayeux à l'Ouest. Les lignes de Bayeux sont fermées en 1931–1932 ; la section entre Courseulles et Luc est alors abandonnée puisqu'elle n'a plus de raison d'être.

### Les premières difficultés
Après la Première Guerre mondiale, la situation se dégrade progressivement. Au début des années 1920, le prix du charbon qui augmente sensiblement et des revendications salariales alourdissent les coûts de production. Pour faire face, la compagnie supprime les passages à niveau et instaure un ticket de quai de 20 centimes dans les gares du réseau. Les tarifs augmentent régulièrement : + 85 % au début des années 1920, + 200 % pour les voyageurs et + 250 % pour les marchandises en 1925, + 450 % pour les marchandises petite vitesse en 1927. Parallèlement, la compagnie investit afin d'améliorer le service. Des autorails sont mis en service : une Westinghouse pétroléo-électrique tout d'abord, remplacée rapidement en 1924 par des automotrices Renault–Scemia qui ne donnent pas satisfaction et sont retirées dès 1927. De 1922 à 1931, les voies sont entièrement révisées. Malgré cela, la compagnie est pour la première fois déficitaire en 1927 et 1928 ; les dépenses ne sont couvertes qu'à 97 % par les recettes. En 1929, elle renoue avec les bénéfices, mais elle retombe dans le rouge à partir de 1930 et n'en sortira jamais plus.
En 1920, un raccordement est établi entre la gare de Courseulles et la sucrerie Bouchon. Ce raccordement permet de transporter les betteraves depuis la gare de Cambes.

### Le changement d'exploitant
Le 15 mars 1933, l'exploitation de la ligne est reprise par Compagnie des chemins de fer de l'État. L'année suivante, des Michelines, louées à la société Michelin, sont mises en service sur la ligne. La concession s'achevant le 9 août 1937, l’exploitation – hors services d’été et trains Paris-Courseulles direct – est rétrocédée aux Courriers Normands, compagnie d'autocars gérant également la dernière ligne des Chemins de fer du Calvados encore en service (Caen–Dives–Luc). Dès lors, le service voyageur est assuré à l'année par des autocars ; l'exploitation ferroviaire est maintenue uniquement pour le transport de marchandises et, pendant la saison estivale, comme complément pour le service voyageurs. L'exploitation est assurée avec du matériel de la toute nouvelle SNCF avec qui les Courriers Normands ont signé un accord en 1938 pour l'entretien des voies. Mais les wagons lourds du réseau de l'État précipitent l'usure des voies. Celles-ci, constituées de rails de 6 m à 30 kg/m et huit traverses, doivent être remplacées par des rails plus longs (18 m) et plus forts (36 kg/m) posés sur des traverses plus nombreuses. La ligne est modernisée en 1937–1938. 
À partir de 1939, le service d'autocars est supprimé et la ligne ferroviaire connait une reprise d’activité. Elle permet aux Allemands d'acheminer les matériaux nécessaires à la construction du mur de l'Atlantique. Les soldats s'en servent également pour aller sur la côte pendant leurs permissions. La ligne est peu touchée pendant le Débarquement de 1944. Quelques mouvements de chars, seulement, détériorent les voies à plusieurs endroits. Le Génie les remplace de sorte que les armées alliées puissent y faire circuler leurs trains. Les voyageurs civils sont à nouveau acceptés à la fin de l'été 1944, mais le réseau n'est en fait repris par la compagnie que le 21 décembre 1944. 

### La fermeture

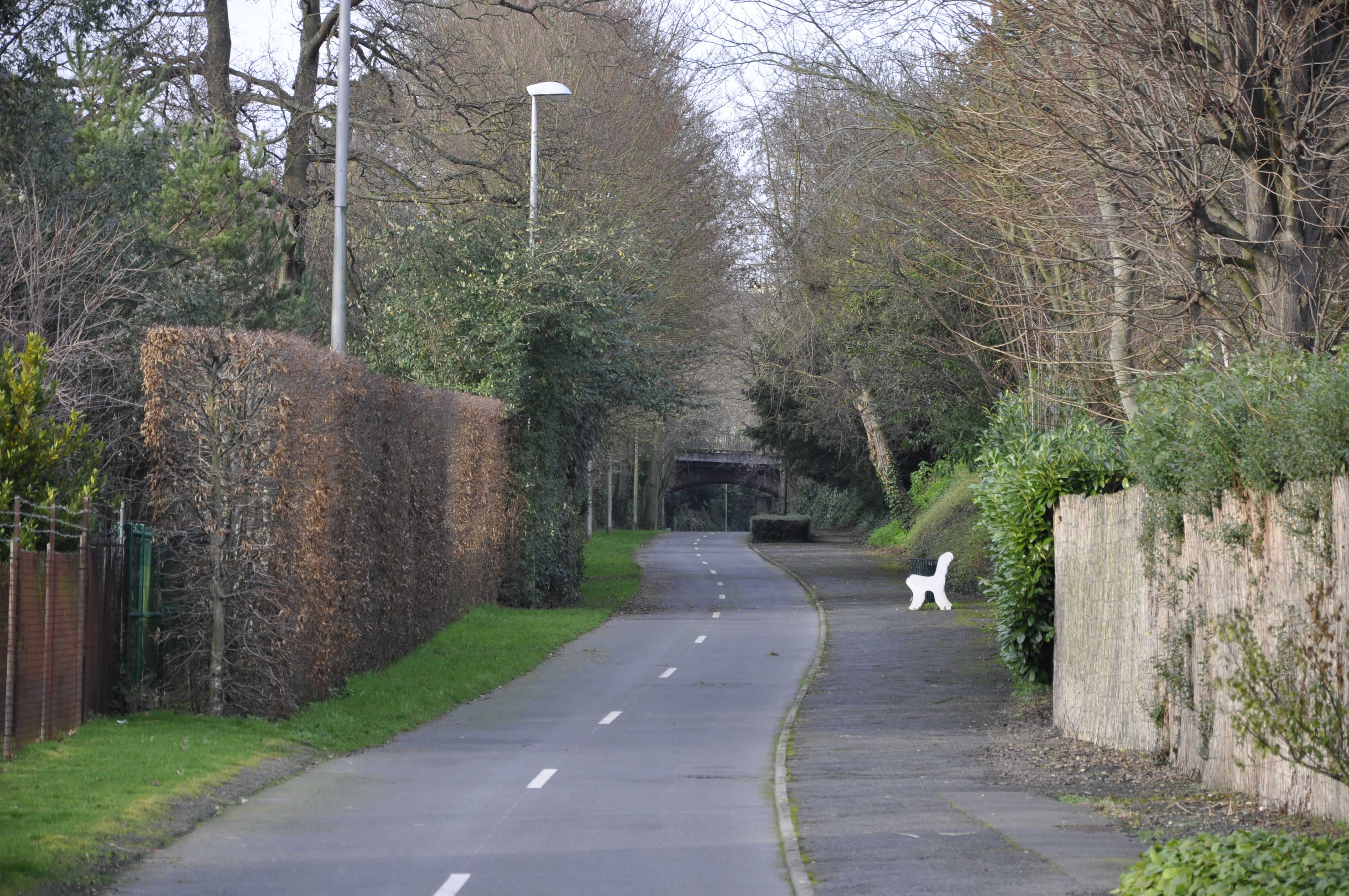
L'ancien raccordement dans le quartier de Venoix

Le trafic régresse considérablement à partir de 1945. Le trafic voyageur représente alors six fois moins que ce qu'il était en 1938 et deux fois ce qu'il était en 1943. La plupart des voyageurs sont des anciens combattants bénéficiant de la gratuité sur les transports publics, grevant encore un peu plus les recettes. À partir du 4 décembre 1948, le service n'est plus assuré que par autocar. En 1950, le trafic n'est actif que durant l'été et la décision est prise de fermer la ligne. Incapable alors de rivaliser avec le développement de l’automobile, la ligne est officiellement fermée le 8 décembre 1950.
La section entre la gare Saint-Julien à Caen (PN du CD n°22 inclus) et la gare de Courseulles, ainsi que le tronçon entre le dépôt de Saint-Julien et l'ancienne gare Saint-Martin, à Caen sont déclassés le 12 décembre 1952. Le conseil général passe alors une convention avec l'Association syndicale des embranchés particuliers Gare-État – Gare Saint-Julien pour l'exploitation de la section restante. Des convois de marchandises continuent d'emprunter le raccordement jusqu'à l'avenue de Creully pour desservir les entrepôts qui longent alors le boulevard Dunois comme les Établissements Dumond & Jaussaud ou l'usine Igol. Les délibérations du conseil général du 8 et 29 mai 1968 résilient la convention conclue le 10 mars et le 7 septembre 1953. Un recours est déposé, mais le Conseil d'État le rejette et la ligne est définitivement déposée.
L'ancienne emprise ferroviaire sur le territoire de Caen est transformée en boulevard lors d'une séance du conseil municipal à la fin de l'année 1969. Cette voie longue de six kilomètres est aussi utilisée pour le passage des réseaux d'assainissement du nord de la ville. Les premiers travaux sont effectués à la fin de l'année 1971 et les voies sont livrées à la circulation début 1972. À Douvres-la-Délivrande, l'emprise a permis de tracer l'actuelle route départementale 7C (avenue de la basilique). Sur la côte, l'ancienne emprise ferroviaire a été réutilisée pour tracer un ensemble de routes : avenues de la Libération et Massenet à Langrune-sur-Mer, routes départementales 7, 78, 514 jusqu'à l'ancienne gare de Bernières. La voie a ensuite été transformée en chemin littoral. Enfin à Courseulles-sur-Mer, l'avenue des Essarts a été tracée sur l'emprise de la voie.

## Exploitants
À partir de 1886, elle est exploitée par la Compagnie du Chemin de fer de Caen à la mer. Les tarifs en 1893 étaient de 3,30 F en 1re classe, 2,45 F en 2e classe, et 1,80 F en 3e classe. La durée du trajet était de 1 heure à 1 heure 30 pour 23 kilomètres et de 35 minutes de Caen à Douvres. La ligne fut donc rapidement surnommée « le tortillard ». Plus généralement, elle était surnommée « le petit train de Caen à la mer ». Elle fut, à ses origines, synonyme de vacances d’été et de détente pour de nombreuses familles aisées. Elle servit aussi à transporter les « pensionnaires » vers les écoles de Caen grâce à des trains spécifiques. En 1944, elle fut utilisée par les armées alliées pour transporter matériel et munitions à destination du front. 
Elle est reprise le 23 mars 1933 par la Compagnie des chemins de fer de l'État. La concession s'achevant le 9 août 1937, l’exploitation - hors services d’été et trains Paris-Courseulles direct - fut rétrocédée à la société  les Courriers Normands  qui signe un accord en 1938 avec la toute nouvelle SNCF pour l'entretien des voies.

## Matériel roulant
Le matériel moteur était composé de quatre locomotives 030 Fives-Lille construites spécialement en 1875 pour la ligne. Une 030 Corpet-Louvet vint s’y ajouter en 1883, puis la 030-1392 du réseau de l’Ouest (construite en 1869 pour l’ancien réseau de l’Eure). Enfin, une 030 St Léonard et la 030T n° 1752 Corpet-Louvet (photo ci-dessous), complétèrent le parc traction en 1927-1928.
Les voitures voyageurs étaient des voitures à deux essieux et caisse en bois dites « Bidel », identiques à celles du réseau de banlieue. Une vingtaine d’entre elles étaient des voitures à impériale.
Il y eut aussi des voitures à bogies du réseau de l’État qui assuraient les trains Paris-Courseulles directs.
Enfin, la ligne fut dotée d’autorails à partir du 1924. Le parc se composait d’une automotrice Renault RS4 et de quatre « Michelines » sur pneus (deux « type 11 » et une « type 14 »). Elles furent retirées du service en 1939.

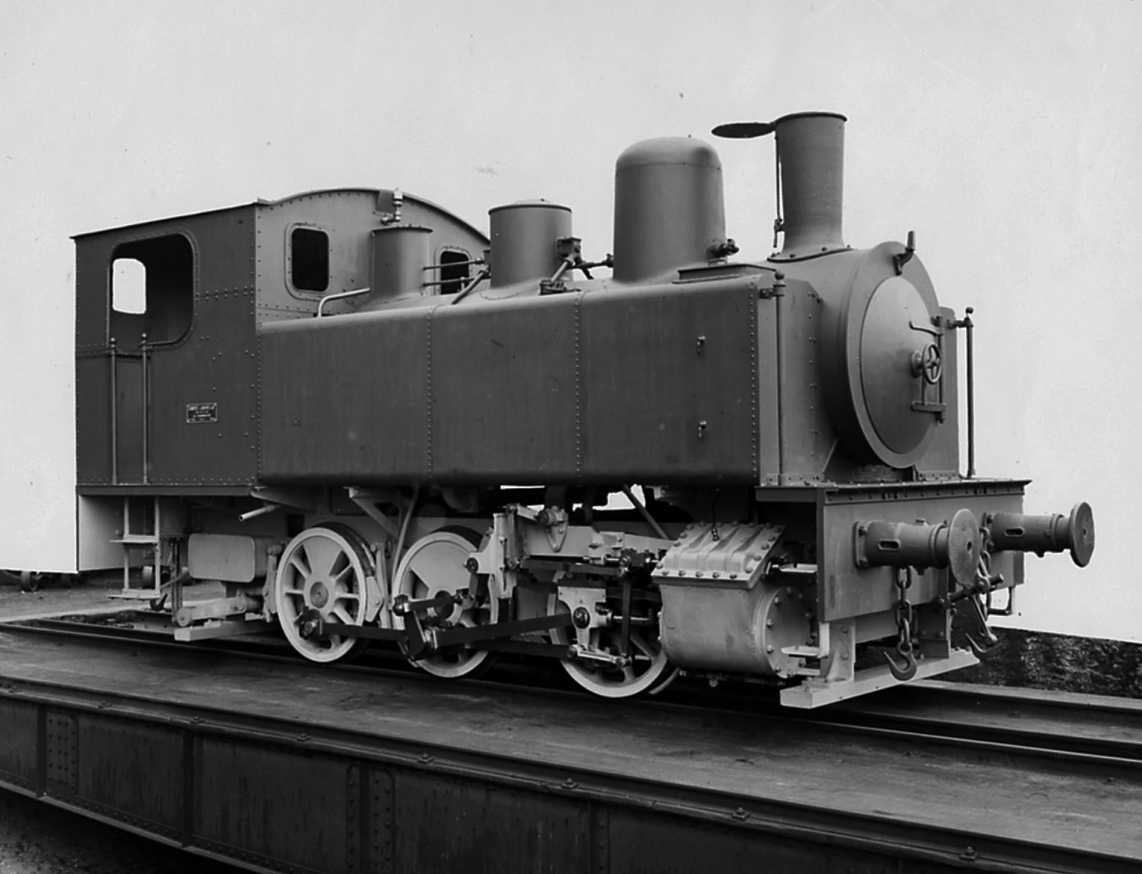
Locomotive Corpet-Louvet 030T n° 1752 de 1928, à sa sortie des ateliers à La Courneuve.
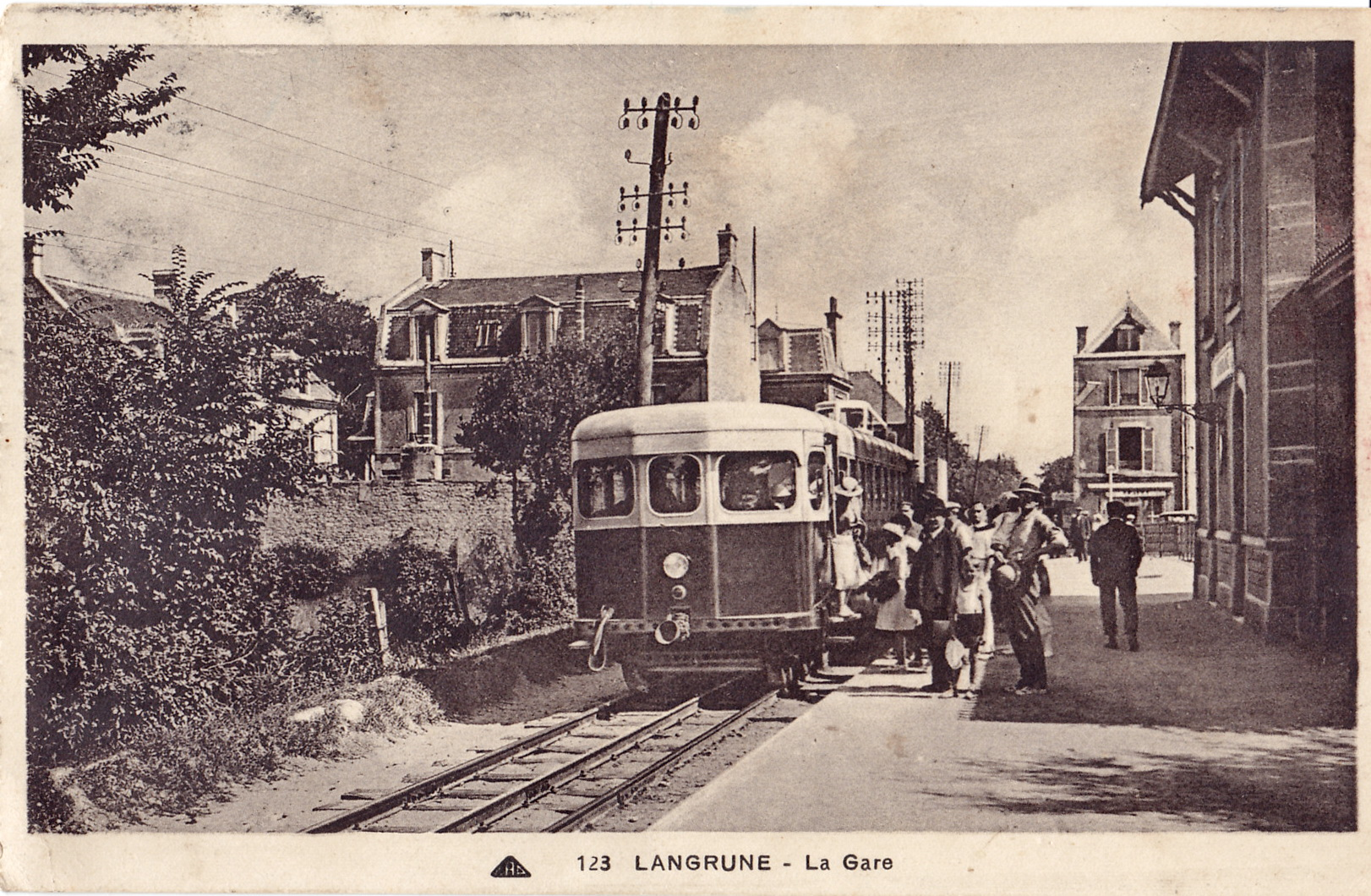
Micheline en gare de Langrune

## Infrastructures

### Ligne
La section en commun avec les chemins de fer du Calvados (Luc–Courseulles) était exploitée grâce à un troisième rail. La séparation entre voie normale (1,435 m) et voie de 60 cm se faisait sans pièce mobile par une pointe de cœur adaptée aux boudins de roues de chaque matériel et par deux contre-rails (un pour chaque type de largeur de voie) au droit de la pointe de cœur. Le rail commun était le rail le plus au sud. À la seule gare intermédiaire de croisement (Saint-Aubin) entre Luc et Courseulles, là où les convois en voie normale pouvaient se croiser, il y avait, avant l'aiguille de voie normale, séparation des deux types de voies. Nous avions donc à Saint-Aubin deux voies normales (1,435 m) de croisement et côté sud deux voies étroites (0,60 m) de croisement aussi.
Le raccordement à la ligne de Mantes-la-Jolie à Cherbourg se faisait au poste de bifurcation appelé « bif. de Courseulles ». Ce poste gérait quatre directions de ligne : double voie de Cherbourg, double voie de Flers, voies uniques de Vire et de Courseulles. Il fut démoli en 1996. La voie de raccordement passait par l'actuel cours Napoléon et longeait le boulevard Dunois, puis le boulevard Richemond. Elle rejoignait ensuite la voie principale située à l'emplacement de l'actuel boulevard Jean-Moulin (anciennement boulevard Weygand) au bout duquel la plate-forme ferroviaire existe toujours près de la bibliothèque des sciences de l'université de Caen (Campus 2).

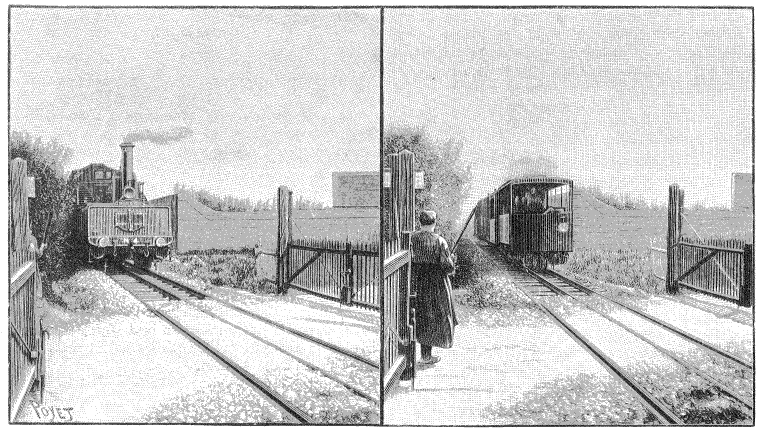
Illustration du double usage de la ligne grâce au troisième rail.
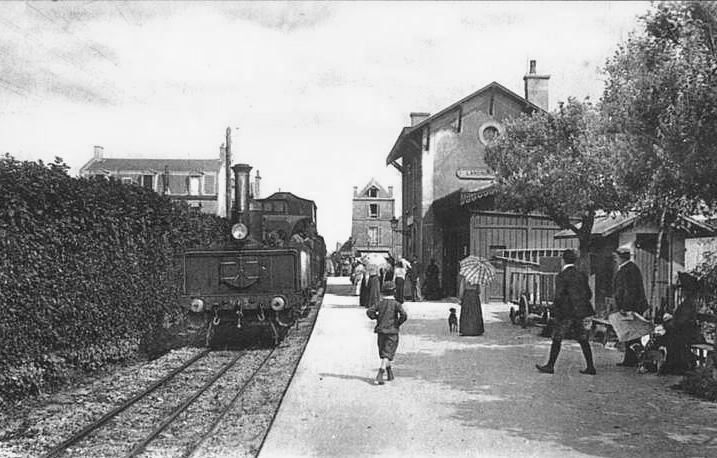
Le troisième rail des Chemins de fer du Calvados, ici à Langrune.

### Stations
La ligne Caen–Courseulles desservait de nombreuses haltes ou gares (voir schéma de ligne). 
Le 9 avril 1878, le conseil général du Calvados émet le vœu qu'une halte soit établie à Couvrechef, à la suite de deux pétitions adressées par les habitants de Couvrechef, de La Folie, de Malon et d'Épron. Celle-ci est ouverte le 25 mars 1880.
Après l'ouverture du raccordement entre la gare Saint-Martin et la gare de l'Ouest en 1877, une halte est ouverte à la Maladrerie le 5 mai 1878 pour les trains venant de Paris.
Langrune et Bernières n'étaient que des haltes (donc dépourvues d'aiguillages) et non des gares.
Il y avait parfois une halte à l’hippodrome de Courseulles quand il y avait des courses. 
Les trains de la SNCF en provenance de Paris et passant par la gare de Caen-État pour Courseulles (comme ceux circulant dans l'autre sens) étaient soumis à une contrainte gênante : la gare de Caen-Saint-Martin étant en cul-de-sac, ils étaient obligés de refouler (rouler locomotive poussant à l'arrière) sur 600 mètres pour desservir cette dernière. Le 30 juin 1938, est mis en service un nouveau service entre Paris et Courseulles. Afin d'éviter la manœuvre pour desservir la gare Saint-Martin, qui occasionnait une perte de temps d'une dizaine de minutes, l'exploitant (les Courriers Normands) établit alors un quai à demeure, juste après le passage à niveau de l'avenue de Creully (route départementale 22). D'une longueur de 150 mètres, cette gare, dite Saint-Julien, dispose de quelques bancs et d'un guichet pour la vente de billets.
L'architecture des bâtiments voyageurs des deux têtes de ligne étaient plus travaillés que les autres. Celui de Courseulles s'inspire des stations les plus importantes (Luc et Saint-Aubin), mais deux pavillons plus bas lui sont adjoints. Quand la ligne ouvre en 1875–1876, la tête de ligne à Caen est constituée d'un simple embarcadère. Le bâtiment voyageurs, beaucoup plus travaillé que pour les autres stations, n'est achevée qu'en 1884.
| \| Gare SNCF · (anc. de l'Ouest ; de l'État) Gare Saint-Martin Gare Saint-Julien Gare Saint-Pierre Halte de la Maladrerie Halte de Couvrechef \| Les gares et haltes de Caen |
| Gare SNCF · (anc. de l'Ouest ; de l'État) Gare Saint-Martin Gare Saint-Julien Gare Saint-Pierre Halte de la Maladrerie Halte de Couvrechef                                   |

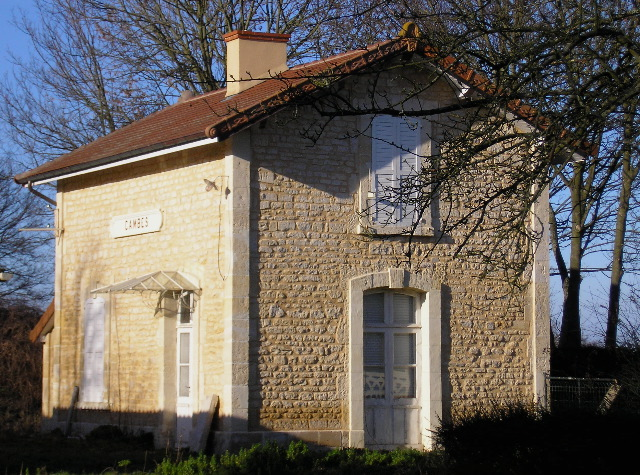
Gare de Cambes (type 1)
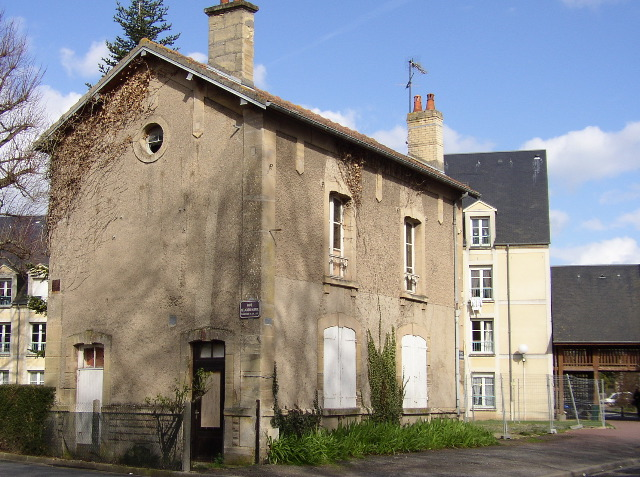
Gare de Douvres-la-Délivrande (type 2)
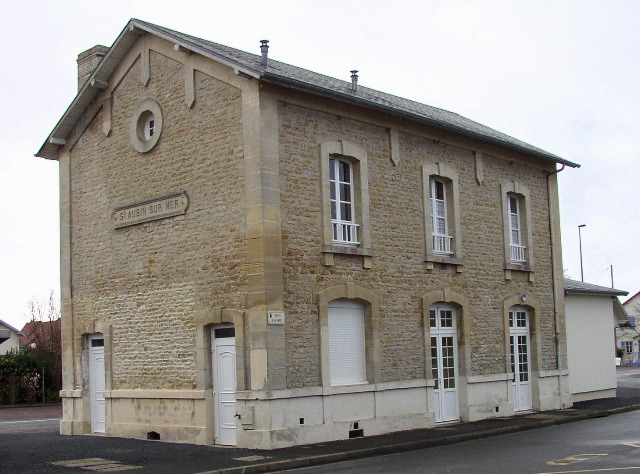
Gare de Saint-Aubin-sur-Mer (type 3)
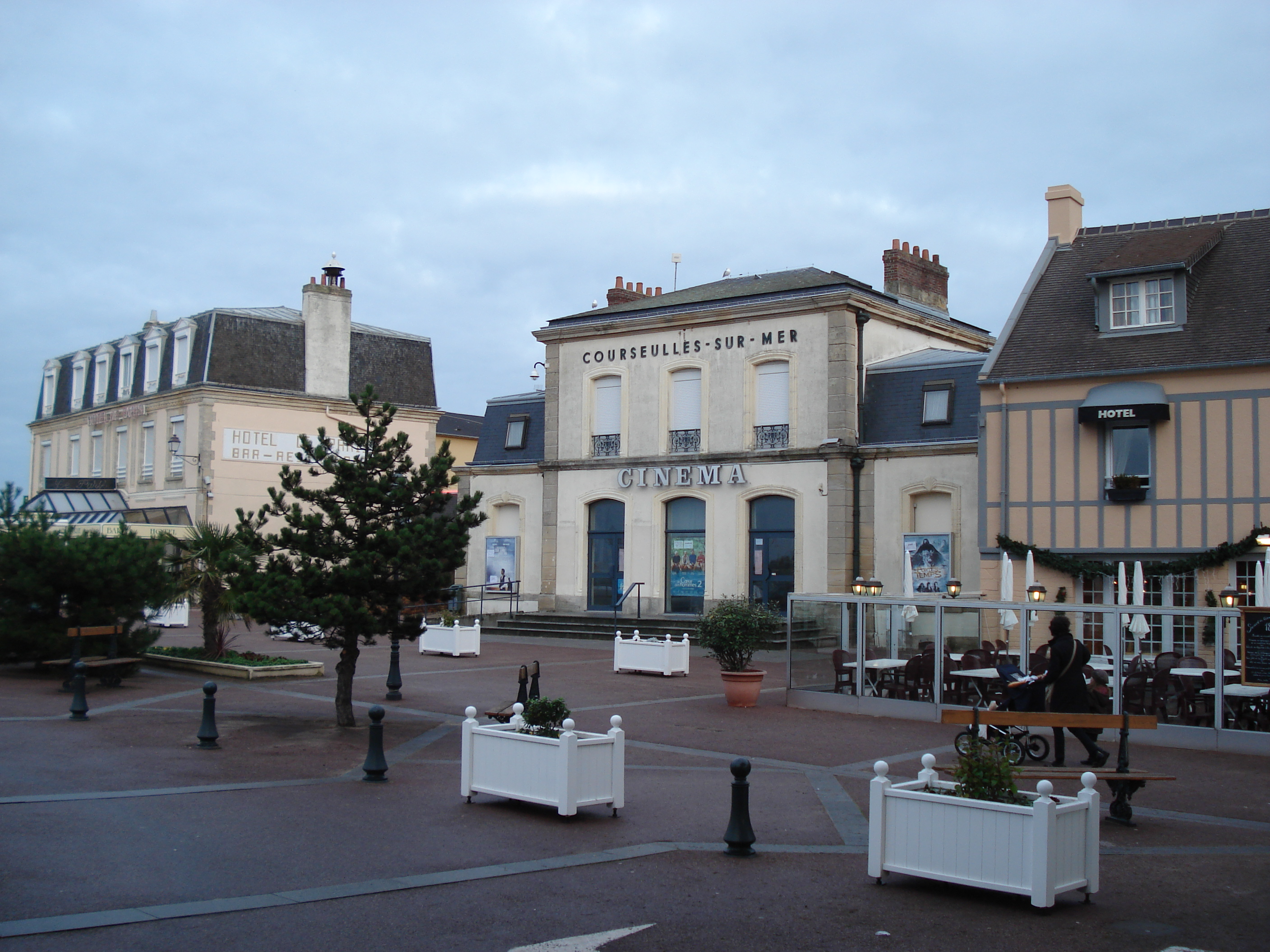
Gare de Courseulles
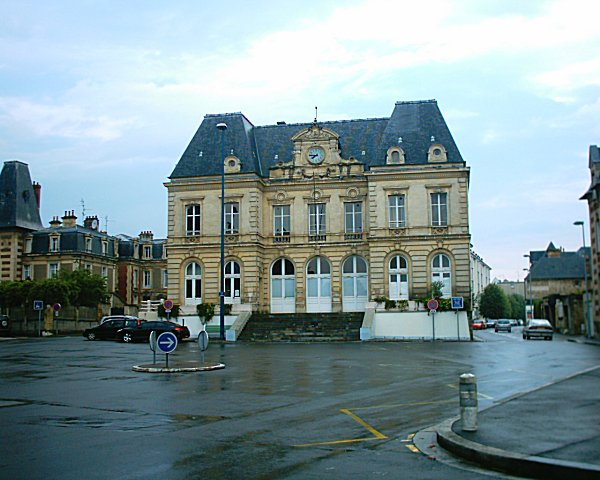
Gare de Caen-Saint-Martin

## Modélisme
La ligne de Caen à la mer, et plus particulièrement la gare de Courseulles-sur-Mer, a été reproduite à l'échelle O (1/43) et présentée lors du Mondial de la Maquette et du Modèle Réduit de 2005.